# Alp Arslan

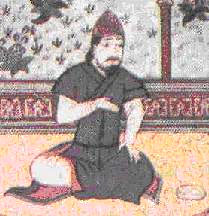
Alp Arslan a condus turcii selgiucizi în victoria contra Imperiului Bizantin din 1071

Alp Arslan (n. 1029 - d. 15 decembrie 1072, Oxus, Turkmenistan) a fost al doilea sultan (din 27 aprilie 1064) al dinastiei Seljuq și stră-nepotul lui Seljuq, fondatorul dinastiei ce-i poartă numele. El a preluat numele de Muhammad bin Da'ud Chaghri atunci când a adoptat Islamul. Pentru priceperea sa militară, vitejia personală și abilitățile în luptă a obținut numele de familie Alp Arslan, care înseamnă Leu Războinic în turcă.

## Decesul
După lupta de la Manzikert, domnia lui Alp Arslan s-a extins în mare parte în Asia de Vest. În curând se pregătea să înainteze pentru cucerirea Turkistanului, scaunul original al strămoșilor săi. Cu o armată puternică, el înainta pe malurile Oxusului. Înainte de a reuși să treacă râul cu siguranță, totuși, era necesar să cucerească anumite cetăți, dintre care una a fost timp de câteva zile puternic apărată de conducătorul Yussuf al-Kharezmi, un khwarezmian. El a fost însă obligat să se predea și a fost dus ca prizonier în fața sultanului, care l-a condamnat la moarte. Yussuf, în disperare, își scoase pumnalul și se repezi asupra sultanului. Alp Arslan, care a fost mândru de reputația sa de arcaș, le-a dat semn  gardienilor să nu se amestece. Și-a scos arcul, dar piciorul lui a alunecat, săgeata a aruncat-o într-o parte și a primit pumnalul asasinului în piept. Alp Arslan a murit de la această rană patru zile mai târziu, la 25 noiembrie 1072, la vârsta de 42 ani și a fost dus la Merv pentru a fi îngropat alături de tatăl său, Chagri Beg.